# Mimotropidema chrysocephala
Mimotropidema chrysocephala là một loài bọ cánh cứng trong họ Cerambycidae.